# Rafet Husović
Rafet Husović, cyr. Рафет Хусовић (ur. 2 kwietnia 1964 w Rožajach, zm. 9 marca 2021 w Podgoricy) – czarnogórski polityk narodowości boszniackiej, w latach 2009–2012 minister, od 2012 do 2020 wicepremier.

## Życiorys
Ukończył szkołę podstawową i średnią w rodzinnej miejscowości, a następnie studia na wydziale przyrodniczo-matematycznym Uniwersytetu w Prisztinie. Z zawodu był nauczycielem matematyki. W działalność polityczną zaangażował się na początku lat 90. W latach 1992–1997 był członkiem zarządu głównego czarnogórskiego oddziału Partii Akcji Demokratycznej. Później działał w ugrupowaniach Internacionalna demokratska unija oraz Bošnjačko-muslimanski savez. Był członkiem Boszniackiej Rady Narodowej w Sandżaku (2002–2004) oraz w Serbii i Czarnogórze. Zasiadał w radzie gminy Rožaje.
W 2006 został przewodniczącym nowo utworzonej Partii Boszniackiej. W latach 2009–2020 Rafet Husović wchodził w skład kolejnych czarnogórskich rządów, którymi kierowali działacze socjalistów: Milo Đukanović, Igor Lukšić i Duško Marković. W latach 2009–2012 pełnił funkcję ministra bez teki, następnie do 2020 był wicepremierem do spraw rozwoju regionalnego. W międzyczasie w wyborach w 2012 uzyskał mandat posła do Zgromadzenia Czarnogóry.
Był żonaty, miał czworo dzieci.